# لیگ محلی
لیگ محلی (چکی: Okresní přebor) یک مجموعهٔ تلویزیونی چکی است که توسط یان پروشینوفسکی ساخته و در سال ۲۰۱۰ منتشر شد.

## بازیگران
- اوندژی وتخی
- باربارا پولاکووا
- تاتیانا ویلهلمووا
- یاروسلاوا پوکورنا
- یانا پیدرمانووا
- داوید نووُتنی
- هینک چارماک